# Mega Colossus
Mega Colossus ist eine amerikanische Heavy-Metal-Band.

## Geschichte
Die Band wurde 2005 in Raleigh, North Carolina, unter dem Namen „Colossus“ gegründet und veröffentlichte 2008 sowie 2009 als erste musikalische Lebenszeichen das Album ...And the Rift of the Pandimensional Under-Gods sowie die EP Drunk on Blood via Nice Life Records. Im Jahr 2010 wurde ein Vertrag mit dem deutschen Musiklabel Killer Metal Records unterzeichnet, der im selben Jahr zur Wiederveröffentlichung des Debütalbums führte. Im Jahr 2012 folgte im Selbstverlag die EP ...And the Sepulcher of the Mirror Warlocks, die von Killer Metal Records 2015 als Kompilation mit der ersten EP neu aufgelegt wurde.
Im Jahr 2016 benannte sich die Band in Mega Colossus um, um Verwechslungen zu minimieren bzw. auszuschließen, da der ursprüngliche Name eine vergleichsweise breite Nutzung erfährt. So heißen bzw. hießen „Colossus“ u. a. eine schwedische Rockband mit Anleihen bei Stoner Rock, eine schwedische Doom-Band mit Messiah Marcolin als Sänger, ein englischer Drum-’n’-Bass-Künstler und eine amerikanische Metalcore-Band.
Im Jahr der Umbenennung (Eigenverlag) sowie Ende April 2017 via Killer Metal Records erschien mit HyperGlaive das erste Werk unter dem neuen Bandnamen. Im Herbst 2017 ging die Band erstmals auf Europatournee. Dabei wurden sechs europäische Länder besucht, darunter Deutschland, Italien und Slowenien.
Im Mai 2018 wurde die Band für die 2019er-Auflage des von Wolf-Rüdiger Mühlmann organisierten Festivals Hell Over Hammaburg bestätigt.

## Stil
Aufgrund der doppelläufigen Gitarren, einiger Drumfiguren und des Härtegrads wird die Band mit Iron Maiden vergleichen. Gleichwohl musiziert sie „nah am Powermetal“. An anderer Stelle heißt es „Iron Maiden trifft auf Thin Lizzy“. Zudem wird kontinuierlich die US-Metal-Band Slough Feg als Referenz herangezogen.

## Rezeption
HyperGlaive, das erste Werk unter neuem Namen, wurde grundsätzlich wohlwollend aufgenommen. So erhielt es 8 von 10 möglichen Punkten bei Crossfire und besonders hervorgehoben wurde „zum Beispiel der klare Gesang von Sean Buchanan, den man an seiner Stimmfarbe unter vielen anderen wiedererkennt“. Bei Powermetal.de errang das Album im Soundcheck 12/2016 den ersten Platz und erhielt in der Einzelbesprechung 9 von 10 Punkten.
Andreas Schiffmann von Rock Hard urteilte, dass es sich bei dem „ersten auf breiterer Ebene in Europa veröffentlichten Album“ um Musik handele, die „achtmal direkter, liebevoll melodisch inszenierter Heavy Metal mit schrägen Fantasy- bzw. Sci-Fi-Texten“ sei, „den man sich auch in zehn Jahren noch mit Freude anhören“ könne.

## Diskografie

### Alben
- 2008: ...And the Rift of the Pan-Dimensional Undergods (Nice Life Records, 2010 Killer Metal Records)
- 2016: HyperGlaive (Selbstverlag, 2017 Killer Metal Records)
- 2021: RIPTIME (Self Released)
- 2024 Showdown (Cruz Del Sur)
- 2024 Live at the Cat's Cradle Backroom (Self Released)

### Sonstige
- 2009: Drunk on Blood (Extended Play, Nice Life Records, 2010 Divebomb Records)
- 2012: ...And the Sepulcher of the Mirror Warlocks (EP, Selbstverlag)
- 2015: Drunk on Blood ...And the Sepulcher of the Mirror Warlocks (Kompilation, Killer Metal Records)
- 2019: V (Self Released)